# Pretty Please (Love Me)
Pretty Please (Love Me) è un singolo della cantante britannica Estelle, pubblicato nel 2008 ed estratto dal suo secondo album in studio Shine.
La canzone, scritta da Estelle Swaray, J. Splash, Thomas Callaway, John Stephens e Drew Dixon, vede la partecipazione del cantante statunitense Cee Lo Green.

## Tracce
- CD (UK)

1. Pretty Please (Love Me) (Album Version)

- Download digitale

1. Pretty Please (Love Me) (Album Version)
2. Pretty Please (Love Me) (Steve Mac Remix)

## Video
Il videoclip della canzone include i cameo di Jack Splash, Jackie Long, Taraji P. Henson, Malik Yoba e Aubrey O'Day.

## In altri media
La canzone appare nell'album di colonna sonora Sex and the City: Volume 2 (2008) e anche nel film Bride Wars - La mia migliore nemica (Bride Wars) del 2009.